# Simplici (filòsof)
Simplici (grec antic: Σιμπλίκιος ὁ Κίλιξ)  (Cilícia, c. 480 - Atenes, c. 560 (Gregorià)) va ser un filòsof grec nadiu de Cilícia deixeble d'Ammoni a Alexandria. Era un dels darrers membres de l'escola neoplatònica (vers 400 al 529), qui va tractar de mantenir l'antiga mitologia grega contra l'expansió del cristianisme.

## Context històric
Els edictes imperials contra els cultes pagans al segle v van afectar seriosament la filosofia grega. Atenes va conservar temples i imatges més temps que altres ciutats. Els seguidors d'aquesta filosofia van estar encara protegits fins al regnat de Justinià I, que va endurir la persecució contra els pagans i va tancar l'Acadèmia l'any 529. Els seus membres van restar al lloc fins al 528, quan van ser obligats a deixar els seus càrrecs i alguns van morir executats i les seves propietats confiscades. Els que no es van convertir en tres mesos van ser desterrats i es va prohibir ensenyar filosofia i jurisprudència a Atenes.
Set filòsofs, entre els quals Simplici, Eulami, Priscià, Damasci (el darrer escolarca de l'Acadèmia) i d'altres van decidir anar a demanar protecció al rei persa Còsroes I el Just (que va pujar al tron el 531), però no la van obtenir i van tornar a l'Imperi Romà d'Orient l'any 533, després que en un tractat de pau entre Bizanci i Pèrsia (probablement aquell mateix any) on es va establir que podrien tornar sense patir represàlies i podrien seguir les seves pràctiques religioses ancestrals. Algunes fonts diuen que només va anar a Pèrsia, Damasci, i els altres es van establir a Haran, una ciutat síria prop de la frontera persa que va seguir sent bàsicament pagana. L'historiador àrab Al-Massudí, del segle x, diu que fins a la seva època en aquella ciutat va sobreviure una escola neoplatònica.

## Vida i obra
Se sap que Simplici va viure algun temps i va ensenyar a Atenes. Va deixar algunes obres, entre aquestes, un comentari sobre les Categories d'Aristòtil, publicats a Venècia el 1499 sota el títol de Σιμπλικίου διδασκαλου τοῦ μεγάλου σχόλια ἀπὸ φωνῆς αὐτοῦ εἰς τας Ἀριστοτέλους κατηγορίας, diversos comentaris sobre altres obres d'Aristòtil com el De Caelo,, el De Anima, la Fisica o la Metafísica, un epítom sobre la Física de Teofrast i una interpretació de l'Enchiridion d'Epictet (ἐξήγησις εἰς τὸ Ἐπικτήτου ἐγχειρίδιον) transcrita pel seu deixeble Flavi Arrià. A més de ser un excel·lent comentarista, Simplici va conservar una gran quantitat de fragments de filòsofs presocràtics, principalment de Parmènides.
Va restar pagà fins a la mort, però en la situació de tirania religiosa del seu temps no es va poder enfrontar directament a l'Església.